# Садыхов, Мисреддин Аллахверди оглы
Мисреддин Аллахверди оглы Садыхов (азерб. Misrəddin Allahverdi oğlu Sadıqov; род. 1954) — азербайджанский учёный, доктор физико-математических наук, профессор

## Биография
Родился 10 декабря 1954 года в селе Джиль Красносельского района Армянской ССР. Окончил физико-математический факультет Азербайджанского государственного университета (ныне Бакинский государственный университет).
С 1978 по 1979 год работал старшим лаборантом, инженером-программистом в Институте Кибернетики АН Азербайджана.
С 1979 по 1998 год — старший лаборант, математик-программист, младший научный сотрудник, старший научный сотрудник, заведующий отделом в Институте Механики и Математики АН Азербайджана.
С 1997 по 2008 год работал старшим преподавателем кафедры Оптимизации и управления факультета Прикладной математики БГУ.
В 1998—2008 годах — профессор кафедры Оптимизации и управления.
С 2008 года по настоящее время профессор кафедры Математические методы теории управления Механико-математического факультета БГУ.
В 1984 году защитил кандидатскую диссертацию на тему «Свойства оптимальной траектории дифференциального вложения».
В 1993 году защитил диссертацию на соискание ученой степени доктора физико-математических наук по теме «Исследование многопеременной не гладкой вариационной задачи и дифференциального вложения».

## Научная деятельность
Областью исследования ученого является Негладкие математические программирования, Экстремальная задача для дифференциальных вложений, Негладкий анализ.
Садыхов Мисреддин — автор 94 научных статей и 5 монографий.

### Избранные научные труды
- Садыгов М. А. Свойства оптимальных траекторий дифференциальных включений. — 1985. — 164 с.
- Садыгов М. А. О минимизации интегральных функционалов в пространствах Соболева. — Баку: Институт Физики АН Азербайджана, 1986. — 48 с.
- M. A. Sadygov, H. G. Mirzayeva. The Optimal Control of the Discrete Inclusions with  Delay (недоступная ссылка — история) (англ.) // APPLIED  AND  COMPUTATIONAL MATHEMATICS : An  International  Journal. — 2006. — Vol. 5, no. 1. — P. 106-113.
- M. A. Sadygov. Extremal problem with discrete inclusions (англ.) // 38th Annual Iranian Mathematics Conference. — 1986.
- Касимов Э. Р., Садыхов М. А., Касимов Р. М., Каджар Ч. О. Оценка полосы избирательного поглощения волн в двухслойной системе диэлектрик-металл // Инженерно-физический журнал. — Т. 72, № 4. — С. 736-738.
- Садыгов М. А. Необходимые условия экстремума для двумерных дифференциальных включений (недоступная ссылка — история) // Труды ИММ АН Азербайджана. — 1998. — Т. 8. — С. 186-198.
- Садыгов М. А. Исследование негладких вариационных задач. — Баку, 1991. — С. 69-72.
- Садыгов М. А. Об экстремальной задаче для трехмерных дифференциальных включений и двумерных дискретных включений. — Баку: Институт Физики АН Азербайджана, 2008. — 54 с. (недоступная ссылка)